# 平田冨太郎
平田 冨太郎（ひらた とみたろう、1908年5月22日-1995年3月20日）は、日本の社会学者。早稲田大学名誉教授。

## 来歴
秋田県横手市に生まれる。横手中学校（現・秋田県立横手高等学校）卒、早稲田第二高等学院卒、1931年早稲田大学政治経済学部卒。
1936年同助手、1938年講師、1941年助教授、1945年教授、1954-56年社会政策学会代表幹事、1964-66年社会政策学会代表幹事、1969－72年附属図書館長、1979年定年退任、名誉教授、日本社会事業大学学長・教授、86-92年日本生産性本部会長、91年退任、名誉教授、1955年「社会政策論研究 社会政策と資本主義との関連を中心として」で、経済学博士（慶應義塾大学）の学位を取得。1974年中央労働委員会会長。

## 著書
- 『ヒトラー運動史論』章華社 1934
- 『社会政策』世界書院 1949
- 『社会保障えの途』前野書店 1950
- 『社会政策論研究 社会政策と資本主義との関連を中心として』前野書店 1953
- 『退職金と年金』労務研究所 1956
- 『今日の社会保障』有信堂 1957
- 『社会政策論概説』有信堂 1957
- 『社会保障研究』日本評論新社 1957
- 『社会政策問題 労働と福祉に関する研究』成文堂 1973
- 『社会保障 その理論と実際』日本労働協会 1974

### 共編著
- 『企業年金の理論と実務』安藤哲吉共著 労務研究所 1963
- 『労働福祉』編 日本労働協会 1963 JIL文庫
- 『現代労務管理全書 第11巻 これからの福利厚生』桐木逸朗共著 日本生産性本部 1965
- 『社会政策』共著 世界書院 経済学全集 1967
- 『社会政策講義』佐口卓共編 青林書院新社 青林講義シリーズ　1971
- 『苦悩するヨーロッパ 失業と福祉のはざまに 渡欧労使関係調査団報告書』編 渡欧労使関係調査団監修 社会経済国民会議 1978

## 参考
- 『社会福祉教育と平田冨太郎先生』日本社会事業大学、1995（年譜、著作一覧附載）
- 『秋田人名大事典・第二版』秋田魁新報社、2000年